# توماس بولز شانون
توماس بولز شانون (بالإنجليزية: Thomas Bowles Shannon)‏ هو سياسي أمريكي، ولد في 21 سبتمبر 1827 في مقاطعة ويستمورلاند في الولايات المتحدة، وتوفي في 21 فبراير 1897 في سان فرانسيسكو في الولايات المتحدة. حزبياً، نشط في الحزب الجمهوري. وقد انتخب عضو مجلس ولاية كاليفورنيا وانتخب عضو جمعية ولاية كاليفورنيا وانتخب عضو مجلس النواب الأمريكي.